# Ward (Dakota del Sur)
Ward es un pueblo ubicado en el condado de Moody en el estado estadounidense de Dakota del Sur. En el Censo de 2010 tenía una población de 48 habitantes y una densidad poblacional de 63,69 personas por km².

## Geografía
Ward se encuentra ubicado en las coordenadas 44°9′17″N 96°27′45″O / 44.15472, -96.46250. Según la Oficina del Censo de los Estados Unidos, Ward tiene una superficie total de 0.75 km², de la cual 0.75 km² corresponden a tierra firme y (0%) 0 km² es agua.

## Demografía
Según el censo de 2010, había 48 personas residiendo en Ward. La densidad de población era de 63,69 hab./km². De los 48 habitantes, Ward estaba compuesto por el 93.75% blancos, el 0% eran afroamericanos, el 2.08% eran amerindios, el 0% eran asiáticos, el 0% eran isleños del Pacífico, el 0% eran de otras razas y el 4.17% pertenecían a dos o más razas. Del total de la población el 0% eran hispanos o latinos de cualquier raza.